# Welbert Samuel
Welbert Samuel (* 5. Januar 1981) ist ein mikronesischer Schwimmer.

## Biografie
Bei den Olympischen Sommerspielen 2000 in Sydney nahm Mikronesien zum ersten Mal in der Geschichte an Olympischen Spielen teil. Zur fünfköpfigen Delegation des Pazifikstaates gehörte Welbert Samuel. Er startete über 100 Meter Rücken, wo er den 55. Platz belegte.